# Steffen Schuhmann
Steffen Schuhmann (* 1978) ist Kommunikationsdesigner und Professor für Visuelle Kommunikation am Fachgebiet Visuelle Kommunikation der Kunsthochschule Berlin-Weißensee.

## Biografie
Steffen Schuhmann studierte von 1998 bis 2004 Kommunikationsdesign an der weißensee kunsthochschule berlin. Er war Meisterschüler bei Alex Jordan. Während seines Studiums von 2001 bis 2004 arbeitete er als Bildredakteur bei der Berliner Stadtzeitung scheinschlag (1990 bis 2007). 2004 gründete er mit seinen Kommilitonen Axel Watzke und Christian Lagé das Designstudio anschlaege.de. Seit 2013 lehrt er Visuelle Kommunikation an der Kunsthochschule Berlin-Weißensee.  Er lebt und arbeitet in Berlin.

## Publikationen
Herausgegeben zusammen mit Axel Watzke und Christian Lagé als anschlaege.de:
- Vereinsheime: Kommunikationsräume für Toleranz. Hrsg. mit der Heinrich-Böll-Stiftung Brandenburg, Metropol, Berlin 2011, ISBN 978-3-86331-058-5.
- Grenze, welche Grenze – Menschen an Oder und Neiße, hrsg. mit dem Bundesministerium für Verkehr, Bau und Stadtentwicklung, 2009
- Verbuendungshaus fforst: eine Ermutigung. 1.  Auflage. Junius-Verl.***5107913, Hamburg 2009, ISBN 978-3-88506-442-8.
- Plan B – Kulturwirtschaft in Berlin. Regioverlag 2007.
- Aurith: zwei Dörfer an der Oder = Urad, hrsg. mit Tina Veihelmann, 2. korrigierte Aufl., Dt. Kulturforum Östliches Europa, Potsdam 2008, ISBN 978-3-936168-47-1.
- c.neeon, hrsg. mit dem Kunstgewerbemuseum Berlin, 2006.
- dostoprimetschatjelnosti. Junius Verlag 2003.
- Walter Scheiffele, Steffen Schuhmann: karl clauss dietel. die offene form. spector books, Leipzig 2021, ISBN 978-3-95905366-2

## Preise und Auszeichnungen
Erhalten zusammen mit Axel Watzke und Christian Lagé als anschlaege.de:
- „ADC Wettbewerb 2016“ für: Editorial Design Magazine: „Wamiki Magazin – Year's Issues 2015“
- „New York Type Directors Club: Certificate of Typographic Excellence 2014“ für: Exhibition catalogue: „Room Service – On the Hotel in the arts and artists in the hotel“
- Nominierung: „Tokyo Type Directors Club Annual Awards 2015: Entry in the Annual Book“ mit Exhibition catalogue: „Room Service – On the Hotel in the arts and artists in the hotel“
- „red dot design award: communication design 2014“ für: Exhibition catalogue: „Room Service – On the Hotel in the arts and artists in the hotel“
- „German Design Award 2013“ für: „verbuendungshaus fforst – eine Ermutigung / an encouragement“
- „iF communication design award 2013“ für: Corporate design for the GRIPS Theater, Berlin
- „iF communication design award 2012“ für: Exhibition catalogue: „examples to follow! expeditions in aesthetics and sustainability“
- Winner, Silver: „Gute Gestaltung 12“ für: Exhibition catalogue: „examples to follow! expeditions in aesthetics and sustainability“
- „red dot design award: communication design 2012“ für: Corporate design for the GRIPS Theater, Berlin
- „red dot design award: communication design 2011“ für: „verbuendungshaus fforst – eine Ermutigung / an encouragement“
- „red dot design award: communication design 2011“ für: Exhibition catalogue: „examples to follow! expeditions in aesthetics and sustainability“
- „iF communication design award 2010“ für: verbuendungshaus fforst – eine Ermutigung / an encouragement
- „100 Beste Plakate 2009“ für die Posterserie „Demokratie buchstabiert“
- „100 Beste Plakate 2007“ für die Posterserie „barmbek.tv“
- „Schönste deutsche Bücher 2007“ für das Buch „Aurith|Urad“